# Джавахишвили, Нина Александровна
Нина Александровна Джавахишвили (груз. ნინო ალექსანდრეს ასული ჯავახიშვილი; 7 сентября 1914, Москва, Российская империя — 24 июля 2012, Тбилиси, Грузия) — советский и грузинский анатом и морфолог.

## Биография
Родилась 7 сентября 1914 года в Москве в семье антрополога и биолога Александра Джавахишвили. В 1917 году в связи с Великой Октябрьской революцией, в трёхлетнем возрасте была вынуждена с отцом эмигрировать в Грузию. В 1930 году поступила в Тбилисский медицинский институт, который окончила в 1935 году. Администрация оставила дипломированную специалистку у себя, где она работала с 1935 по 1949 год, одновременно с этим с 1937 по 1939 год работала в НИИ переливания крови. С 1946 по 1959 год работала в Институте экспериментальной морфологии. В 1959 году была избрана директором данного института. Данную должность она занимала приблизительно до конца 1980-х годов. Позднее была почётным директором института.
Скончалась 24 июля 2012 года в Тбилиси.

## Научные работы
Основные научные работы посвящены онто и филогенезу сосудистой системы.
- Исследовала микроциркуляторное русло коры головного мозга в процессе индивидуального развития.

## Избранные сочинения
- Джавахишвили Н. А., Комахидзе М. Э. Сосуды сердца.— М.: Наука, 1967.— 356 с.

## Членство в обществах
- 1979 — ? — Академик АН Грузинской ССР.